# 特魯多韋 (巴什坦卡區)
47°30′19″N 32°27′20″E / 47.50528°N 32.45556°E
特魯多韋（烏克蘭語：Трудове），是烏克蘭的村落，位於該國南部尼古拉耶夫州，由巴什坦卡區負責管轄，始建於1909年，面積0.16平方公里，海拔高度74米，2001年人口21，人口密度每平方公里130.4人。